# National Rural Telecommunications Cooperative
La National Rural Telecommunications Cooperative (NRTC) est une coopérative américaine fournissant des services de télécommunications dans les zones rurales tel que des accès Internet, à la télévision par satellite ou par IP. La coopérative couvre 48 États des États-Unis.
Son siège est situé à Herndon, dans le comté de Fairfax en Virginie, dans l'aire métropolitaine de Baltimore-Washington.
Site officiel : http://www.nrtc.coop/
Le 18 juillet 2013, Disney et la NRTC signent un contrat pour diffuser l'ensemble des services et chaînes Disney/ESPN aux membres de la coopérative dont Watch ABC/Watch Disney/WatchESPN, Fusion, Longhorn Network ou SEC Network.